# アフタ性口内炎
アフタ性口内炎（アフタせいこうないえん、英: Aphthous stomatitis）は、潰瘍性口内炎（かいようせいこうないえん）としても知られ、痛みを伴う潰瘍が繰り返し形成されることを特徴とする口内炎である。潰瘍が現れる部分に1～2日前から痛みが生じる。潰瘍は一般的に直径3cm未満で、明確な境界と灰色の基部がある。一般的に2週間以内に治る。一般的に発熱したりリンパ節が腫れることはない。1年に3〜6回発生する。
ほとんどの場合、原因は不明である。発症の起因には、睡眠不足、精神的ストレス、局所損傷、特定の食品または医薬品、月経、栄養不足などがあげられる。ベーチェット症候群、狼瘡、炎症性腸疾患の症状の一つとして発生する可能性がある。根本的な機序は、T細胞を介した免疫応答に関連していると考えられている。アフタ性口内炎は非伝染性の病気である。診断は通常、症状に基づく。
完治する治療法はない。対症療法には、潰瘍の治療にベンゾカイン、次サリチル酸ビスマス、クロルヘキシジン、コルチコステロイド、アンレキサノクスなどの塗り薬が用いられる。場合によっては、硝酸銀が使用される場合もある。重症の場合は、テトラサイクリン、コルヒチン、メトトレキサート、コルチコステロイドなどの飲み薬により治療される。
約20％の人がある程度の影響を受けている。女性は男性よりも頻繁に影響を受ける。発症は小児期または成人初期に多くみられ、年齢とともにあまり一般的にみられなくなる。